# Bima Perkasa Jogja
Il  Bima Perkasa Jogja è una società professionista di basket con sede nella città di Yogyakarta, una città dell'Indonesia nella provincia di Giava; la squadra compete nella Indonesian Basketball League, la massima competizione nazionale.
I colori sociali della squadra sono il Nero, l'Oro, il Marrone ed il Bianco; le partite casalinghe del club vengono giocate presso l'Among Rogo Sports Hall, una struttura situata a Yogyakarta che può ospitare fino a 5.000 spettatori.

## Storia
La squadra venne fondata il 6 giugno 1988 nella città di Malang con il nome di Bima Sakti Malang. Nella stagione 1991-1992 fece il proprio debutto nel Kobatama, il massimo campionato indonesiano in quegli anni, dove raggiunse in due occasioni, nel 1995 e 1996, il terzo posto finale.
Dal 1995 la squadra venne sponsorizzata dall'azienda PT Nikko Steel assumendo quindi la denominazione di Bima Sakti Nikko Steel Malang, nome che manterrà fino al 2016. A partire dalla stagione 2003 il club prende parte alla Indonesian Basketball League, ma al termine della stagione 2016, a causa delle pessime condizioni finanziarie in cui versava la società, la squadra venne messa in vendita. Il titolo venne prelevato e trasferito nella città di Yogyakarta assumendo, a partire dalla stagione 2017 della IBL, la denominazione di Bima Perkasa Jogja.

## Organico

### Roster 2023-2024
Il roster per la stagione 2023-2024
|    | Naz.                                       | Ruolo | Sportivo             | Anno | Alt. | Peso |  |
| -- | ------------------------------------------ | ----- | -------------------- | ---- | ---- | ---- |  |
| 1  | Indonesia (bandiera)                       | G     | Muhammad Muhklisin   | 2000 | 179  | 75   |  |
| 2  | Indonesia (bandiera)                       | G     | Muhammad Rifqi Lubis | 2000 | 178  | 74   |  |
| 5  | Stati Uniti (bandiera)                     | PG    | Brandis Raley-Ross   | 1987 | 191  | 91   |  |
| 7  | Indonesia (bandiera)                       | G     | Bayu Bima Prasetya   | 1997 | 180  | 80   |  |
| 8  | Indonesia (bandiera)                       | PG    | Avin Kurniawan       | 1997 | 178  | 77   |  |
| 9  | Indonesia (bandiera)                       | G     | Handri Satrya        | 1999 | 182  | 76   |  |
| 11 | Indonesia (bandiera)                       | PG    | Joseph Paian Desmet  | 1997 | 176  | 70   |  |
| 12 | Indonesia (bandiera)                       | AP    | Ali Mustofa          | 1996 | 187  | 82   |  |
| 13 | Indonesia (bandiera)                       | G     | Andre Rizqiano       | 1999 | 183  | 84   |  |
| 14 | Stati Uniti (bandiera)                     | G     | Martyce Kimbrough    | 1996 | 186  | 82   |  |
| 18 | Indonesia (bandiera)                       | AG    | Habib Ahmeda Annur   | 1995 | 189  | 85   |  |
| 21 | Uganda (bandiera) · Regno Unito (bandiera) | C     | Jonathan Komagum     | 1998 | 205  | 98   |  |
| 23 | Stati Uniti (bandiera)                     | AG    | Garrius Holloman     | 1988 | 198  | 98   |  |
| 24 | Indonesia (bandiera)                       | C     | Moh Saroni           | 1997 | 199  | 100  |  |
| 32 | Indonesia (bandiera)                       | AG    | Restu Dwi Purnomo    | 1993 | 192  | 90   |  |
| 94 | Brasile (bandiera)                         | C     | Feliciano Perez      | 1990 | 210  | 99   |  |

### Staff tecnico
| Ruolo           | Nome                 |
| --------------- | -------------------- |
| Capo Allenatore | Predrag Lukić        |
| Assistente      | Oleh Halim           |
| Assistente      | Yanuar Dwi Priasmoro |

## Giocatori Famosi

### Giocatori Locali
- I Made Sudiadnyana
- Barra Sugianto
- Isman Thoyib
- Yanuar Dwi Priasmoro
- Fredi Aris
- Dimas Dewanto
- Bima Riski Ardiansyah
- Argus Sanyudy
- Azzaryan Praditya

### Giocatori Stranieri
- Gjio Bain
- Feliciano Perez
- Brandis Raley-Ross
- Cameron Coleman
- Fuquan Niles
- David Atkinson
- Jordan Jacks
- Devin Gilligan
- Blake Truman
- David Seagers
- LeShaun Murphy
- Emilio Parks
- Tyrell Corbin
- Jamine Peterson